# Vernason
Le Vernason est un cours d'eau situé en France, dans le département de l'Ardèche en région Auvergne-Rhône-Alpes.

## Géographie
Le Vernason prend sa source sous le col de la Chavade, à l'intersection des communes d'Astet, Lanarce et Mazan-l'Abbaye dans l'Ardèche.
Long de 13,8 kilomètres, il se jette en rive gauche dans la Loire entre Cros-de-Géorand et Saint-Cirgues-en-Montagne, dans le lac créé par le barrage de la Palisse.